# Ekaterina Zelenko
Ekaterina Ivanovna Zelenko, en russe : Екатерина Зеленко, née le 14 septembre 1916 dans l'oblast de Jytomyr, morte le 12 septembre 1941, est une pilote de guerre ukrainienne. Elle est la seule femme à avoir réalisé un taran,.

## Biographie
Zelenko étudie à Koursk. Quand sa mère déménage à Voronej, elle intègre l'école de pilotage de la ville. En octobre 1933, elle est diplômée du cours d'aviation de Voronej et intègre la troisième académie d'aviation militaire d'Orenburg nommée d'après Kliment Voroshilov.
En décembre 1934, elle y est diplômée avec les félicitations du jury, et est mutée à Kharkiv dans la dix-neuvième brigade de bombardiers légers. Pendant la Guerre d'Hiver, elle est la seule femme pilote de l'armée.
Avant l'invasion allemande de l'Union soviétique, Zelenko fait partie du ré-entraînement des dirigeants de sept régiments aériens du Soukhoï Su-2. Après l'invasion, elle fait 40 missions aériennes, y compris de nuit, et participe à douze combats aériens avec des avions de chasse ennemis.
Le 12 septembre 1941, le Su-2 de Zelenko est attaqué par sept Bf-109. Quand elle est à court de munitions, elle commence un taran vertical qui déchire un Bf-109 en deux. L'avion qu'elle pilote explose, et Zelenko est propulsée hors du cockpit dans la déflagration. Le combat a des témoins civils qui identifient le corps.
Son mari meurt en 1943 au cours d'un combat aérien.

## Postérité
Le 5 mai 1990, Ekaterina Zelenko reçoit le titre de Héros de l'Union soviétique à titre posthume.
Une planète mineure porte son nom : il s'agit de 1900 Katyusha (Katioucha est le diminutif russe du prénom Ekaterina).